# Họ Liễu
Họ Liễu hay họ Dương liễu (danh pháp khoa học: Salicaceae) là một họ thực vật có hoa. Các nghiên cứu di truyền học gần đây của Angiosperm Phylogeny Group đã mở rộng định nghĩa và phạm vi của họ này tới 57 chi.
Trong hệ thống Cronquist cũ thì họ Salicaceae được xếp vào một bộ riêng của chính nó là bộ Liễu (Salicales), và chỉ chứa có 3 chi là (Salix, Populus và Chosenia, với Chosenia hiện nay được coi là đồng nghĩa của Salix), nhưng APG lại đưa họ này vào trong bộ Sơ ri (Malpighiales). Các chi bổ sung thêm vào thì trước đây được đặt trong họ Bồ quân (Flacourtiaceae), nhưng nói chung chúng có lịch sử hỗn tạp trước khi có điều này và đã từng được đặt trong các họ như Bembiciaceae, Caseariaceae, Homaliaceae, Poliothyrsidaceae, Prockiaceae, Samydaceae và Scyphostegiaceae.
Chi Gerrardina hiện tại được coi là chi duy nhất của họ tách biệt, gọi là Gerrardinaceae

## Các chi
| - Abatia - Aphaerema - Azara - Banara - Bartholomaea - Bembicia - Bennettiodendron - Bivinia - Byrsanthus - Calantica - Carrierea - Casearia - Dissomeria - Dovyalis - Euceraea - Flacourtia - Hasseltia - Hasseltiopsis - Hecatostemon | - Hemiscolopia - Homalium - Idesia - Itoa - Laetia - Lasiochlamys - Ludia - Lunania - Macrohasseltia - Mocquerysia - Neopringlea - Neoptychocarpus - Neosprucea - Olmediella - Oncoba - Ophiobotrys - Osmelia - Phyllobotryon - Phylloclinium - Pineda | - Pleuranthodendron - Poliothyrsis - Populus - dương - Priamosia - Prockia - Pseudosalix† - Pseudoscolopia - Pseudosmelia - Ryania - Salix - liễu - Samyda - Scolopia - Scyphostegia - Tetrathylacium - Tisonia - Trimeria - Trichostephanus - Xylosma - Zuelania |

Một số tác giả, như Mac H. Alford, lại tách các chi Tetrathylacium, Lunania, Ryania, Trichostephanus, Osmelia, Pseudosmelia, Ophiobotrys, Euceraea, Neoptychocarpus, Casearia, Laetia, Zuelania, Hecatostemon và Samyda ra thành họ Samydaceae. Chi Scyphostegia với 1 loài duy nhất Scyphostegia borneensis đôi khi cũng được tách ra thành họ đơn loài có danh pháp là Scyphostegiaceae. Họ Salicaceae sau khi tách hai họ này ra cũng được coi là họ Liễu nghĩa hẹp.